# Niners Chemnitz
Die Niners Chemnitz sind eine Basketballmannschaft aus Chemnitz. Sie wird vom 2008 gegründeten Unternehmen Niners Chemnitz GmbH betrieben und ging aus dem Verein BV Chemnitz 99 hervor. Die Mannschaft spielt seit 2020 in der Basketball-Bundesliga und gewann 2024 den FIBA Europe Cup. Mit dem ersten Titelgewinn in der Vereinsgeschichte wurde man zugleich der sechste deutsche Sieger eines Europapokalwettbewerbs.

## Geschichte
Der Verein „BV Chemnitz 99“ entstand 1999 durch einen Zusammenschluss der Vereine „BG Chemnitz“ und „Lok Chemnitz“. Im Jahr 2001 begann die BV Chemnitz 99 eine Kooperation mit der Technischen Universität Chemnitz, weshalb „TU“ zum Namen hinzugefügt wurde. Im Sommer 2002 folgte die Trennung von Herren- (BV TU Chemnitz 99) und Damenbereich (ChemCats). Aus der 99 im Vereinsnamen entwickelte sich der Spitzname Niners für die erste Herrenmannschaft.
Später wurde die Zusammenarbeit mit der Technischen Universität Chemnitz gelöst, ab der Saison 2007/08 hieß der Verein wieder „BV Chemnitz 99“. 2008 wurde der wirtschaftliche Geschäftsbetrieb der Bundesligamannschaft in eine Kapitalgesellschaft (Niners Chemnitz GmbH) ausgegliedert. Anschließend wurde das Teilnahmerecht an der 2. Bundesliga ProA auf jene Kapitalgesellschaft übertragen.

### 2002–2007: Teilnahme an der 2. Bundesliga Süd
Die Niners spielten ab der Saison 2002/03 in der 2. Basketball-Bundesliga Süd. Sie belegten in der Saison 2003/04 den sechsten und 2004/05 den siebten Platz. In der Saison 2005/06 kamen die Chemnitzer auf den dritten Platz.

### 2007–2020: Teilnahme an der 2. Bundesliga ProA
Als Fünfter in der Abschlusstabelle der Saison 2006/07 qualifizierte man sich für die neugeschaffene eingleisige 2. Bundesliga ProA. In der Saison 2007/08 belegte die Mannschaft dort nur den 15. Tabellenplatz und war somit einer von zwei sportlichen Absteigern in die 2. Bundesliga ProB. Da jedoch die Dragons Rhöndorf ihre ProA-Lizenz nach Ablauf der Saison an die AG 2. BBL zurückgaben, wurden diese nachträglich zum technischen Absteiger erklärt und die Lizenz ging auf die BV Chemnitz 99 über. Somit konnten die Niners auch in der Saison 2008/09 in der ProA antreten, welche auf dem siebten Tabellenplatz beendet wurde. Die Konsolidierung konnte in der Saison 2009/10 fortgesetzt werden, welche für die Sachsen ebenfalls auf dem siebten Tabellenplatz endete.
In der Saison 2010/11 wurde das beste Ergebnis der Vereinsgeschichte erzielt. Chemnitz beendete die Saison auf Platz drei und verpasste somit nur knapp den sportlichen Aufstieg in die Bundesliga. Im Sommer 2011 wurde der damals 22-jährige Felix Schreier als neuer Cheftrainer eingesetzt. Er war seinerzeit der jüngste Cheftrainer in der Geschichte der ProA. Schreier löste Torsten Loibl ab, der die Mannschaft von 2002 bis 2006 sowie im Jahr 2008 und in der Saison 2010/11 betreute. Auch 2011/12 schloss die Mannschaft die Saisonhauptrunde auf dem dritten Tabellenplatz ab und zog damit in die Playoffs ein, wo man den Düsseldorf Baskets im Viertelfinale mit 1:3 unterlag.
In der Spielzeit 2012/13 fuhren die Sachsen die schlechteste Platzierung seit 2008 ein und erreichten am Ende nur den zehnten Platz. Die Playoffs als Saisonziel wurden somit verpasst. 2013 gab ein anonymer Sponsor die Zusage, die Finanzierung von drei hauptamtlichen Nachwuchstrainerstellen für die nächsten zehn Jahre mit der Summe von einer Million Euro zu unterstützen. Im selben Jahr wurde die Niners Academy als Nachwuchszentrum gegründet.
In die Saison 2013/14 starteten die Chemnitzer mit sieben Siegen und nur einer Niederlage. Trotzdem reichte es am Ende nur zum elften Platz, die Playoffs wurden erneut verpasst.
In der Saison 2014/15 trennte man sich nach einem Saisonstart mit einem Sieg und vier Niederlagen im Oktober von Trainer Schreier, sein Assistent Kai Buchmann wurde zum Chef befördert. Im November 2014 wurde der Verein wegen des Verstoßes gegen eine Lizenzauflage hinsichtlich des Finanzplanes seitens der 2. Bundesliga mit einer Geldstrafe belegt, die im Januar 2015 wieder aufgehoben wurde. Mitte März 2015 war Buchmanns Amtszeit beendet, er wurde nach dem Abrutschen auf die Abstiegsränge durch den US-Amerikaner Pete Miller ersetzt, der ab April als Sportlicher Leiter fungieren sollte. Die Chemnitzer erreichten letztlich den 13. Tabellenplatz.
Miller wechselte danach wie vorgesehen auf den Posten des Sportlichen Leiters, als neuer Cheftrainer wurde Ende Mai 2015 der Argentinier Rodrigo Pastore eingestellt. Unter seiner Leitung wurden in der Saison 2015/16 dank des siebten Tabellenplatzes am Ende der Hauptrunde erstmals seit 2012 wieder die Playoffs erreicht. Dort unterlag man in der ersten Runde (Viertelfinale) mit 0:3-Siegen dem späteren Meister Jena.
Im Juni 2016 trat der seit 2014 als Gesellschafter an der Betreibergesellschaft Niners Chemnitz GmbH beteiligte Rechtsanwalt Thomas Beneking als Übergangslösung das Amt des Geschäftsführers an und beerbte Steven Boyens. Im Dezember 2016 gab Beneking das Amt dann an Steffen Herhold ab.
Im April 2017 vermeldeten die Sachsen die Verpflichtung von Konstantin Lwowsky, der zuvor jahrelang im Nachwuchs- und Profibereich des Bundesligisten Alba Berlin gearbeitet hatte. In Chemnitz übernahm Lwowsky das Amt des Sportlichen Leiters. In der Saison 2016/17 schrammte man knapp am Aufstieg in die Bundesliga vorbei: In der Halbfinalserie gegen Gotha legten die Chemnitzer zwei Siege vor, ein weiterer hätte zum Aufstieg gereicht. Allerdings verloren sie die verbliebenen drei Partien und verpassten damit die Endspielteilnahme sowie den Gang in die höchste deutsche Spielklasse.
In der Saison 2018/19 stellten die Niners einen neuen Vereinsrekord auf, als sie die ersten neun Partien des Spieljahres gewannen. Mitte November 2018 stand der Verein in der Presse, als Bundeskanzlerin Angela Merkel im Rahmen eines Chemnitz-Besuches am 16. November 2018 zusammen mit Ministerpräsident Michael Kretschmer und Oberbürgermeisterin Barbara Ludwig eine Trainingseinheit zweier Jugendmannschaften besuchte. Die Sachsen schlossen die Punktrunde 2018/19 als Tabellenerster ab. In der Halbfinalserie trafen sie auf die Hamburg Towers, dort mussten sie sich im letzten und entscheidenden Spiel in eigener Halle mit 72:78 geschlagen geben, verfehlten somit den sportlichen Aufstieg in die Bundesliga.
Im Spieljahr 2019/20 gewann die Mannschaft 22 Partien in Folge und stellte damit eine neue Ligabestmarke auf, ehe es Anfang März 2020 gegen Paderborn die ersten Niederlage setzte. Zum Zeitpunkt des Abbruchs der Saison 2019/20 wegen der COVID-19-Pandemie lagen die Chemnitzer auf dem ersten Tabellenplatz der 2. Bundesliga ProA, ihnen wurde deshalb das Aufstiegsrecht in die Bundesliga zugesprochen. Mit durchschnittlich 3516 Zuschauern pro Heimspiel verbuchte die Mannschaft 2019/20 ligaweit den Höchstwert.

### Seit 2020: Teilnahme an der Bundesliga
Nachdem die ersten sechs Begegnungen in der höchsten deutschen Spielklasse zum Teil knapp mit Niederlagen geendet hatten, gelang der Mannschaft der erste Bundesliga-Sieg in der Vereinsgeschichte am 18. Dezember 2020 (95:83 gegen die Gießen 46ers), gefolgt von weiteren drei Siegen in Serie, darunter der erste Heimsieg in der Bundesliga am 30. Dezember 2020 (96:79 gegen den Mitteldeutschen Basketball Club). Der vorläufig größte Erfolg wurde durch den Sieg am 14. November 2021 im Pokal-Viertelfinale (85:80 gegen den FC Bayern München) besiegelt, im Halbfinale verlor man gegen Alba Berlin. In der Bundesliga erreichten die Sachsen in der Saison 2021/22 erstmals das Viertelfinale, dort erfolgte das Aus gegen Bayern München.
Zu Beginn der Saison 2022/23 traten bei mehreren Chemnitzer Spielern sowie Betreuern Covid-19-Ansteckungen auf, sodass das Auftaktspiel gegen Heidelberg abgesagt und verlegt werden musste. Im Februar 2023 wurden drei Mitglieder der Chemnitzer Mannschaft (Nelson Weidemann, Jason George, Jonas Richter) ins Aufgebot der deutschen A-Nationalmannschaft berufen. Im Mai 2023 schieden die Sachsen wie in der Vorsaison im Bundesliga-Viertelfinale aus. Im Europapokalwettbewerb FIBA Europe Cup scheiterte die Mannschaft knapp am Einzug in die Runde der besten Acht.
Anfang Dezember 2023 setzte sich Chemnitz an die Spitze der Bundesliga-Tabelle der Saison 2023/24. Zu diesem Zeitpunkt hatte die Mannschaft (in mehreren Wettbewerben) insgesamt 16 Pflichtspiele in Folge gewonnen. Die Erfolgsserie ging kurz darauf nach 17 Siegen mit dem Aus im Pokalspiel gegen Ratiopharm Ulm am 9. Dezember 2023 zu Ende. Die Siegesserie in der Bundesliga endete nach zwölf Siegen mit der Niederlage gegen Alba Berlin am 31. Dezember 2023.
Im internationalen Wettbewerb blieb die Mannschaft hingegen erfolgreich und zog trotz weniger Niederlagen das erste Mal in der Vereinsgeschichte in das Endspiel des FIBA Europe Cups ein. Mit dem 85:74-Sieg im Heimspiel und einer Niederlage (95:105) bei Bahçeşehir Koleji gewann Chemnitz mit einer Gesamtdifferenz von einem Punkt den Europapokalwettbewerb. Chemnitz’ Kaza Kajami-Keane wurde als bester Spieler des Finals ausgezeichnet. Durch einen 3:1-Erfolg gegen Rasta Vechta zogen die Chemnitzer in der Bundesliga in das Halbfinale gegen Alba Berlin ein. Gegen die Hauptstädter schied man in der Vorschlussrunde mit zwei Siegen und drei Niederlagen aus. In der Saison 2024/25 spielen die Chemnitzer erstmals in der FIBA Champions League.
| Saison  | Liga       | Platz | Spiele | S  | N  | PlayOffs      | Pokal         | International              | Zuschauer |
| ------- | ---------- | ----- | ------ | -- | -- | ------------- | ------------- | -------------------------- | --------- |
| 2002/03 | 2. BBL Süd | 11    | 32     | 13 | 19 |               |               |                            | 1.350     |
| 2003/04 | 2. BBL Süd | 6     | 30     | 17 | 13 |               |               |                            | 1.704     |
| 2004/05 | 2. BBL Süd | 7     | 30     | 17 | 13 |               |               |                            | 1.807     |
| 2005/06 | 2. BBL Süd | 3     | 30     | 24 | 6  |               |               |                            | 1.955     |
| 2006/07 | 2. BBL Süd | 5     | 30     | 19 | 11 |               |               |                            | 1.737     |
| 2007/08 | ProA       | 15    | 30     | 8  | 22 |               |               |                            | 1.521     |
| 2008/09 | ProA       | 7     | 30     | 15 | 15 |               |               |                            | 1.631     |
| 2009/10 | ProA       | 7     | 30     | 15 | 15 |               |               |                            | 1.284     |
| 2010/11 | ProA       | 3     | 28     | 19 | 9  |               |               |                            | 1.709     |
| 2011/12 | ProA       | 3     | 28     | 18 | 10 | Viertelfinale |               |                            | 1.780     |
| 2012/13 | ProA       | 10    | 30     | 14 | 16 |               |               |                            | 1.754     |
| 2013/14 | ProA       | 11    | 30     | 15 | 15 |               |               |                            | 1.870     |
| 2014/15 | ProA       | 15    | 30     | 11 | 19 |               |               |                            | 1.987     |
| 2015/16 | ProA       | 7     | 30     | 14 | 16 | Viertelfinale |               |                            | 1.971     |
| 2016/17 | ProA       | 3     | 30     | 21 | 9  | Halbfinale    |               |                            | 2.271     |
| 2017/18 | ProA       | 11    | 30     | 13 | 17 |               |               |                            | 2.322     |
| 2018/19 | ProA       | 1     | 30     | 24 | 6  | Halbfinale    |               |                            | 2.600     |
| 2019/20 | ProA       | 1     | 27     | 25 | 2  |               |               |                            | 3.516     |
| 2020/21 | BBL        | 14    | 34     | 12 | 22 |               |               |                            | 0         |
| 2021/22 | BBL        | 6     | 34     | 22 | 12 | Viertelfinale | Halbfinale    |                            | 4.068     |
| 2022/23 | BBL        | 8     | 34     | 16 | 18 | Viertelfinale | Achtelfinale  | FIBA Europe Cup (2. Runde) | 4.434     |
| 2023/24 | BBL        | 3     | 34     | 26 | 8  | Halbfinale    | Viertelfinale | FIBA Europe Cup (Sieger)   | 4.294     |

### Kader
| Spieler | Spieler            | Spieler           | Spieler    | Spieler | Spieler | Spieler                          |
| Nr.     | Nat.               | Name              | Geburt     | Größe   | Info    | Letzter Verein                   |
| ------- | ------------------ | ----------------- | ---------- | ------- | ------- | -------------------------------- |
|         |                    | Guards (PG, SG)   |            |         |         |                                  |
| 0       | Deutschland        | Brendan Gregori   | 09.11.2004 | 1,86 m  |         | Niners Academy                   |
| 5       | Deutschland        | Delano Juma       | 20.11.2006 | 1,94 m  |         | Niners Academy                   |
| 8       | Vereinigte Staaten | Victor Bailey Jr. | 28.09.1998 | 1,93 m  |         | PS Karlsruhe Lions               |
| 10      | Vereinigte Staaten | DeAndre Lansdowne | 06.06.1989 | 1,88 m  |         | SIG Strasbourg                   |
| 30      | Deutschland        | Luca Kellig       | 27.02.2006 | 1,91 m  |         | Niners Academy                   |
| 11      | Vereinigte Staaten | Jacob Gilyard     | 14.06.1998 | 1,75 m  |         | Cleveland Charge                 |
|         |                    | Forwards (SF, PF) |            |         |         |                                  |
| 1       | Kanada             | Aher Uguak        | 24.05.1998 | 2,01 m  |         | Loyola University Chicago (NCAA) |
| 2       | Vereinigte Staaten | Jeffery Garrett   | 08.12.1994 | 2,01 m  |         | CBet Jonava                      |
| 13      | Finnland           | Olivier Nkamhoua  | 02.05.2000 | 2,03 m  |         | University of Michigan           |
| 21      | Deutschland        | Benjamin Koppke   | 11.07.2005 | 2,05 m  |         | OrangeAcademy                    |
| 23      | Vereinigte Staaten | Damien Jefferson  | 03.10.1997 | 1,96 m  |         | Karşıyaka SK                     |
| 33      | Deutschland        | Nicholas Tischler | 18.08.2000 | 2,01 m  |         | Basketball Löwen Braunschweig    |
| 35      | Deutschland        | Roman Bedime      | 18.11.2001 | 2,03 m  |         | Rasta Vechta                     |
| 53      | Deutschland        | Kevin Yebo        | 14.03.196  | 2,07 m  |         | FC Bayern München (Basketball)   |
|         |                    | Center (C)        |            |         |         |                                  |
| 7       | Deutschland        | Jonas Richter     | 02.07.1997 | 2,07 m  | (C)     | Niners Academy                   |

| Trainer        | Trainer          | Trainer            |
| Nat.           | Name             | Position           |
| -------------- | ---------------- | ------------------ |
| Argentinien    | Rodrigo Pastore  | Cheftrainer        |
| Nordmazedonien | Gjorgji Kochov   | Assistenztrainer   |
| Serbien        | Marko Stanojevic | Assistenztrainer   |
| Frankreich     | Nicolas Perez    | Assistenztrainer   |
| Deutschland    | David Gibson     | Scout/Videoanalyst |

| Legende                   | Legende            |
| Abk.                      | Bedeutung          |
| ------------------------- | ------------------ |
| (C)                       | Mannschaftskapitän |
| DL                        | Doppellizenz       |
| Quellen                   |                    |
| Teamhomepage              |                    |
| Ligahomepage              |                    |
| Stand: 20. September 2024 |                    |

| Legende                   | Legende            |
| Abk.                      | Bedeutung          |
| ------------------------- | ------------------ |
| (C)                       | Mannschaftskapitän |
| DL                        | Doppellizenz       |
| Quellen                   |                    |
| Teamhomepage              |                    |
| Ligahomepage              |                    |
| Stand: 20. September 2024 |                    |

## Erfolge und Statistiken
- Saison 2001/02 – Aufstieg in die 2. Basketball-Bundesliga-Süd
- Saison 2006/07 – Qualifikation für die 2. Basketball-Bundesliga – ProA
- Saison 2011/12 – Qualifikation für die erstmals ausgetragenen Playoffs in der ProA
- Saison 2015/16 – Qualifikation für die Playoffs in der ProA
- Saison 2018/19 – Meister der Punktrunde
- Saison 2019/20 – Tabellenerster bei Saisonabbruch (Erlangung des Bundesliga-Aufstiegsrechts)
- Saison 2020/21 – Klassenerhalt in der Bundesliga
- Saison 2021/22 – Erreichen des Viertelfinals in der Bundesliga und des Halbfinals im BBL-Pokal
- Saison 2022/23 – Erreichen des Viertelfinals in der Bundesliga
- Saison 2023/24 – Gewinn des FIBA Europe Cups und Erreichen des Halbfinals in der Bundesliga

## Rekordspieler
| Meiste Spiele             | Meiste Punkte               | Punkte pro Spiel *       |
| ------------------------- | --------------------------- | ------------------------ |
| 1. Jonas Richter: 385     | 1. Jonas Richter: 2622      | 1. Jaivon Harris: 19,8   |
| 2. Malte Ziegenhagen: 202 | 2. Malte Ziegenhagen: 2119  | 2. Gary Johnson: 15,4    |
| 3. Virgil Matthews: 196   | 3. Virgil Matthews: 1767    | 3. Wesley Van Beck: 14,4 |
| 4. Aher Uguak: 139        | 4. Jaivon Harris: 1764      | 4. Joe Lawson: 13,5      |
| 5. Andreas Worenz: 134    | 5. Kevin Yebo: 1564         | 5. Takumi Ishizaki: 13,2 |
| 6. Daniel Mixich: 120     | 6. Gary Johnson: 1415       | 6. Kevin Yebo: 13,1      |
| 7. Kevin Yebo: 119        | 7. Aher Uguak: 1314         | 7. Terrell Harris: 12,7  |
| 8. Donald Lawson: 118     | 8. Jeffery Garret: 1166     | 8. Avi Kazarnovski: 12,6 |
| 9. Christian Klink: 103   | 9. Joe Lawson: 1105         | 8. Terren Harbut: 12,6   |
| 10. Jeffery Garret: 100   | 10. DeAndre Lansdowne: 1094 | 10. Dainius Plėta: 12,4  |

Gezählt werden alle Spiele für die Niners Chemnitz seit dem Aufstieg in die 2. Basketball-Bundesliga 2002.

Aktive Spieler sind fett markiert.

* Spieler mit 50 oder mehr Spielen.

Stand aller Statistiken: 8. Mai 2025

## Trainerchronik
| Amtszeit        | Name            |
| --------------- | --------------- |
| 1999–2000       | Torsten Loibl   |
| 2000–2001       | Colby Matney    |
| 2001–2002       | Mike Taylor     |
| 2002–2006       | Torsten Loibl   |
| 2006–03/2007    | Mike Smith      |
| 03/2007–04/2007 | Toni Radić      |
| 07/2007–11/2007 | Mauricio Parra  |
| 11/2007–12/2007 | Jens Künze      |
| 12/2007–2008    | Bill Magarity   |
| 2008–12/2008    | Torsten Loibl   |
| 01/2009–2010    | Anton Mirolybov |
| 2010–2011       | Torsten Loibl   |
| 2011–10/2014    | Felix Schreier  |
| 10/2014–03/2015 | Kai Buchmann    |
| 03/2015–05/2015 | Pete Miller     |
| seit 07/2015    | Rodrigo Pastore |

## Spielstätte und Fans

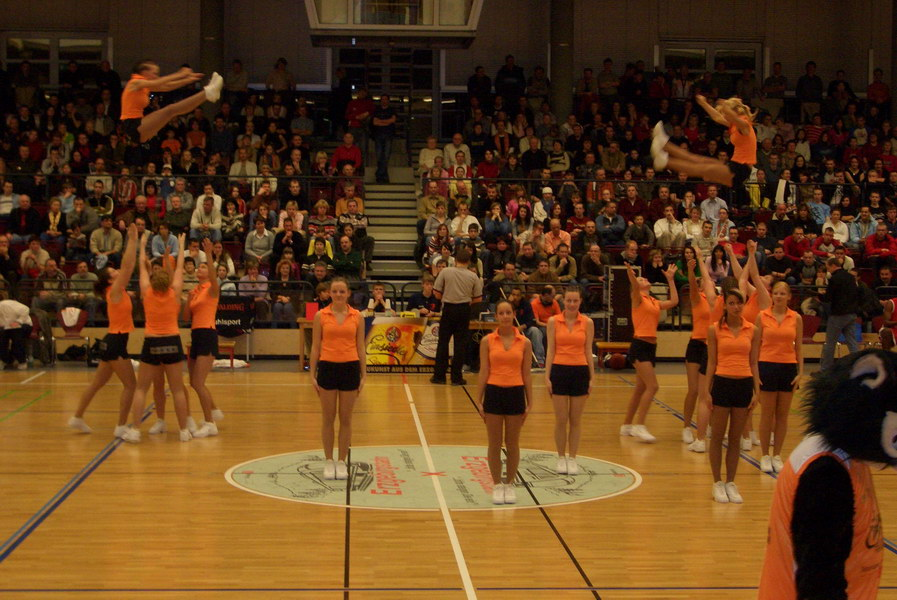
Die Cheerleader des Vereins

Ihre Heimspiele trugen die Niners in der Richard-Hartmann-Halle bis 2019 in Chemnitz aus. Diese wurde am 16. August 2002 eröffnet und bietet 2632 Zuschauern (Sitz- und Stehplätze) Platz. Die Baukosten beliefen sich auf rund zehn Millionen Euro.
Laut Statistiken gehörten die Spiele der BV Chemnitz 99 zu den meistbesuchten in der ProA. In der Saison 2006/07 wurde am 6. Januar 2007 der bisherige Zuschauerrekord in der Richard-Hartmann-Halle in Chemnitz erreicht, als zum Ostderby gegen die Science City Jena 3010 Zuschauer kamen. In der Saison 2011/12 kamen zum Spiel gegen den FC Bayern München rund 2600 Menschen in die Halle, was die größte Auslastung seit vielen Jahren bedeutete.
Am 6. März 2010 wurde die erste Ausgabe von Niners360, dem Videomagazin des Vereins, veröffentlicht. Inzwischen gibt es über 100 Ausgaben.
Am 19. Dezember 2015 spielten die Niners erstmals in der Chemnitz Arena. Das Spiel fand vor der Rekordkulisse von 5261 Zuschauern statt. Die Oettinger Rockets setzten sich im ersten Basketballspiel in der neuen Halle mit 79:62 gegen die Chemnitzer durch. Seit der Saison 2019/20 trägt die Mannschaft ihre Heimspiele in der Chemnitz Arena aus. Am 26. Dezember 2023 verfolgten 4850 Zuschauer das Spiel vor Ort gegen die Crailsheim Merlins. Mit 95 % Auslastung wurde ein Rekord im Spielbetrieb eingestellt.
Ab 2003 waren die Chemnitz Clovers die Cheerleader der Chemnitzer. Im Mai 2024 wechselten die Clovers aufgrund von Differenzen zum Polizeisportverein (CPSV). Statt ihnen tritt eine Tanzgruppe von Room - Hip Hop Spot auf.

## Ausrüster
Ausrüster der Chemnitzer war von 2007 bis 2009 Jako. In der Saison 2009/10 stattete Spalding die Sachsen aus. Von 2010 bis 2015 wurde Spiel- und Trainingsbekleidung von der Berliner Firma Iskay zur Verfügung gestellt, die bereits vor 2007 langjähriger Mannschaftsausrüster war. Seit dem Sommer 2015 ist Owayo der Ausrüster.

## Ehrungen
Die Niners wurden mit dem Chemmy als „Mannschaft des Jahres“ 2016, 2017, 2018, 2019/2020, 2022 und 2023 von Chemnitz ausgezeichnet.
Im März 2025 wurden die Niners als Sachsens Sportler des Jahres 2024 in der Kategorie „Mannschaft des Jahres“ ausgezeichnet.
Im April 2025 wurden die Niners das siebte Mal in Folge mit dem Chemmy als „Mannschaft des Jahres“ ausgezeichnet.